# Моми (Франция)
Моми́ (фр. Momy) — коммуна во Франции, находится в регионе Аквитания. Департамент — Атлантические Пиренеи. Входит в состав кантона Пе-де-Морлаас и дю Монтанерес. Округ коммуны — По.
Код INSEE коммуны — 64117.

## География

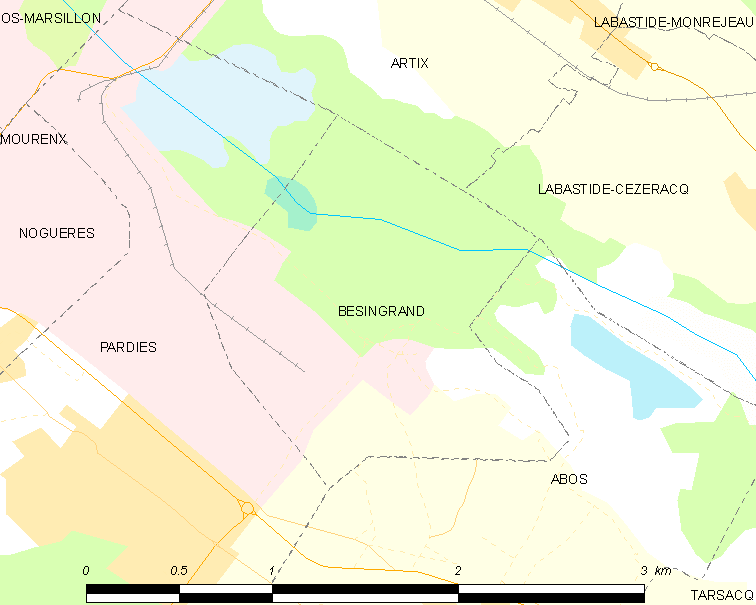
Карта коммуны

Коммуна расположена приблизительно в 640 км к югу от Парижа, в 165 км южнее Бордо, в 24 км к северо-востоку от По.

### Климат
Климат тёплый океанический. Зима мягкая, средняя температура января — от +5°С до +13°С, температуры ниже −10 °C бывают редко. Снег выпадает около 15 дней в году с ноября по апрель. Максимальная температура летом порядка 20-30 °C, выше 35 °C бывает очень редко. Количество осадков высокое, порядка 1100 мм в год. Характерна безветренная погода, сильные ветры очень редки.

## Население
Население коммуны на 2010 год составляло 129 человек.
| 1962 | 1968 | 1975 | 1982 | 1990 | 1999 | 2010 |
| ---- | ---- | ---- | ---- | ---- | ---- | ---- |
| 145  | 137  | 126  | 105  | 98   | 108  | 129  |

## Администрация
| Период | Период | Фамилия                  | Партия                    | Примечания |
| ------ | ------ | ------------------------ | ------------------------- | ---------- |
| 1995   | 2001   | Ирене Дусине-Даррьёмерлу |                           |            |
| 2001   | 2020   | Марк Герен               | Союз за народное движение |            |

## Экономика
В 2010 году среди 72 человек трудоспособного возраста (15-64 лет) 55 были экономически активными, 17 — неактивными (показатель активности — 76,4 %, в 1999 году было 66,2 %). Из 55 активных жителей работали 53 человека (27 мужчин и 26 женщин), безработных было 2 (1 мужчина и 1 женщина). Среди 17 неактивных 7 человек были учениками или студентами, 7 — пенсионерами, 3 были неактивными по другим причинам.

## Достопримечательности
- Церковь Св. Иакова (XIII век)[4]
- Ансамбль оборонительных укреплений (XIII век)[5]

## Фотогалерея

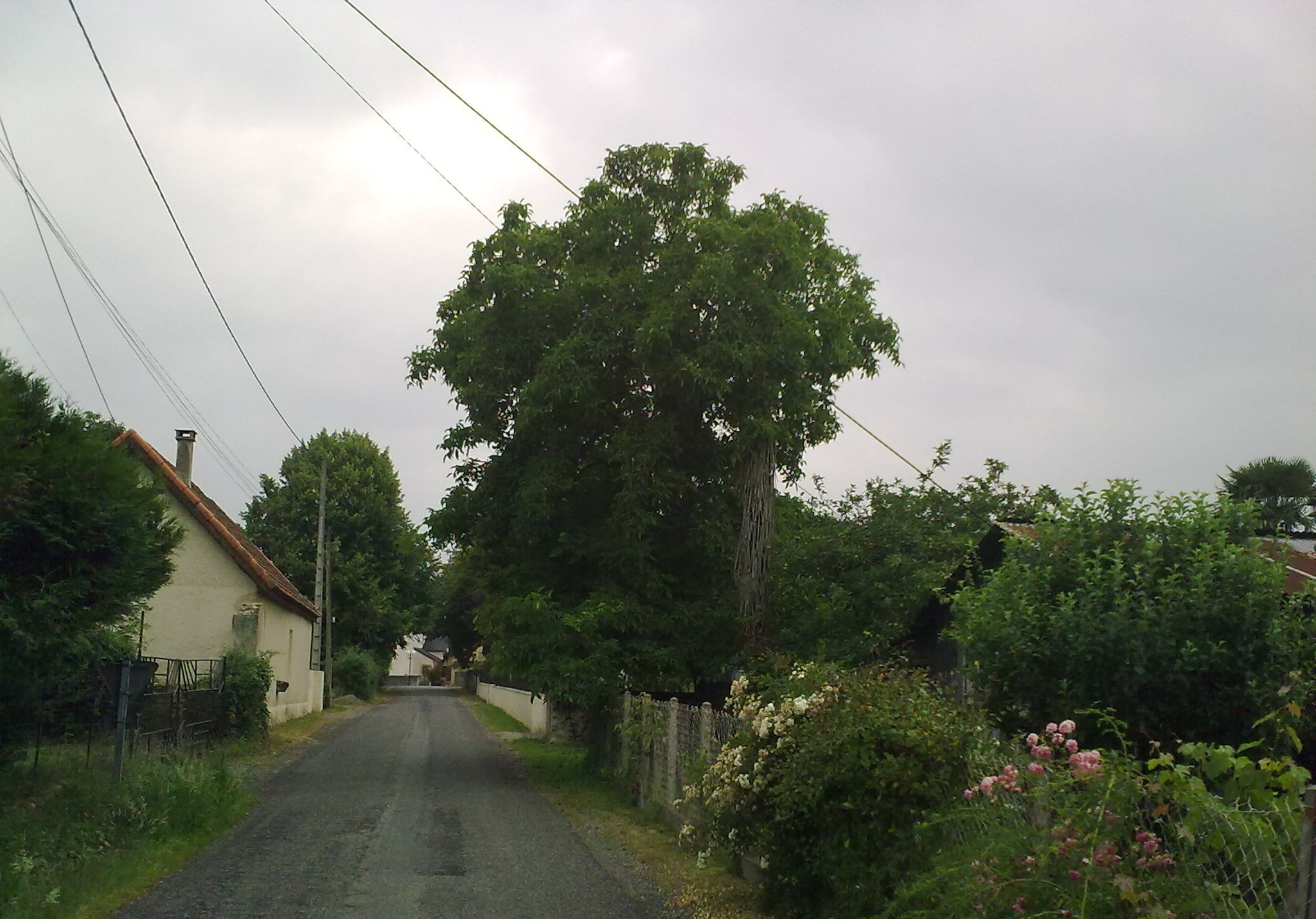
Моми
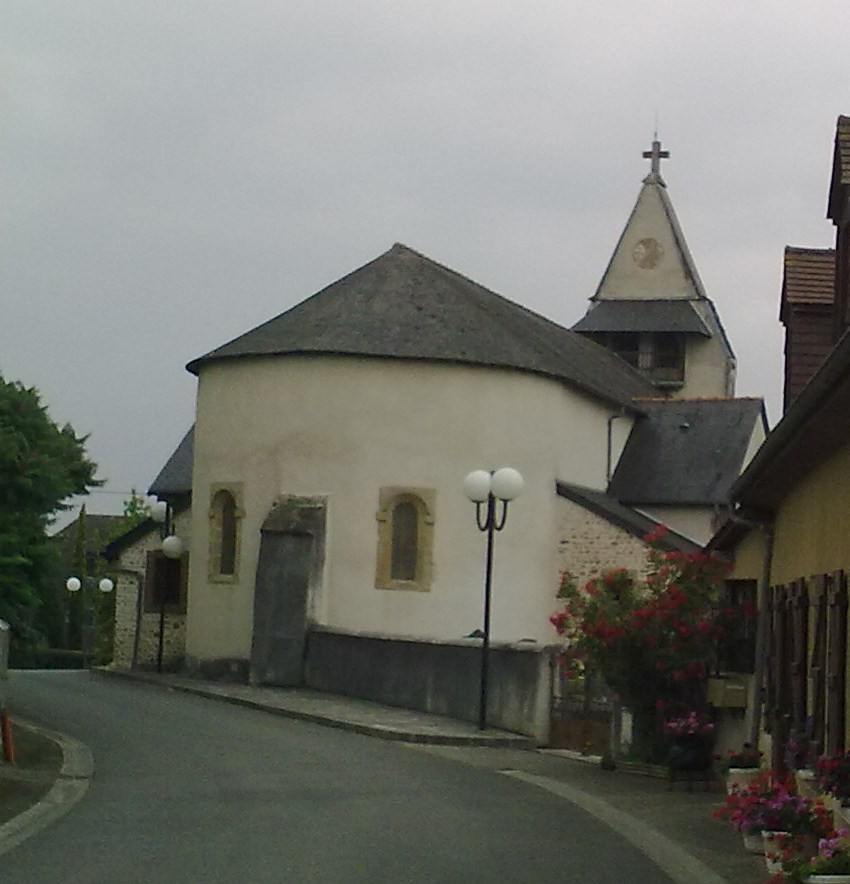
Церковь Св. Иакова
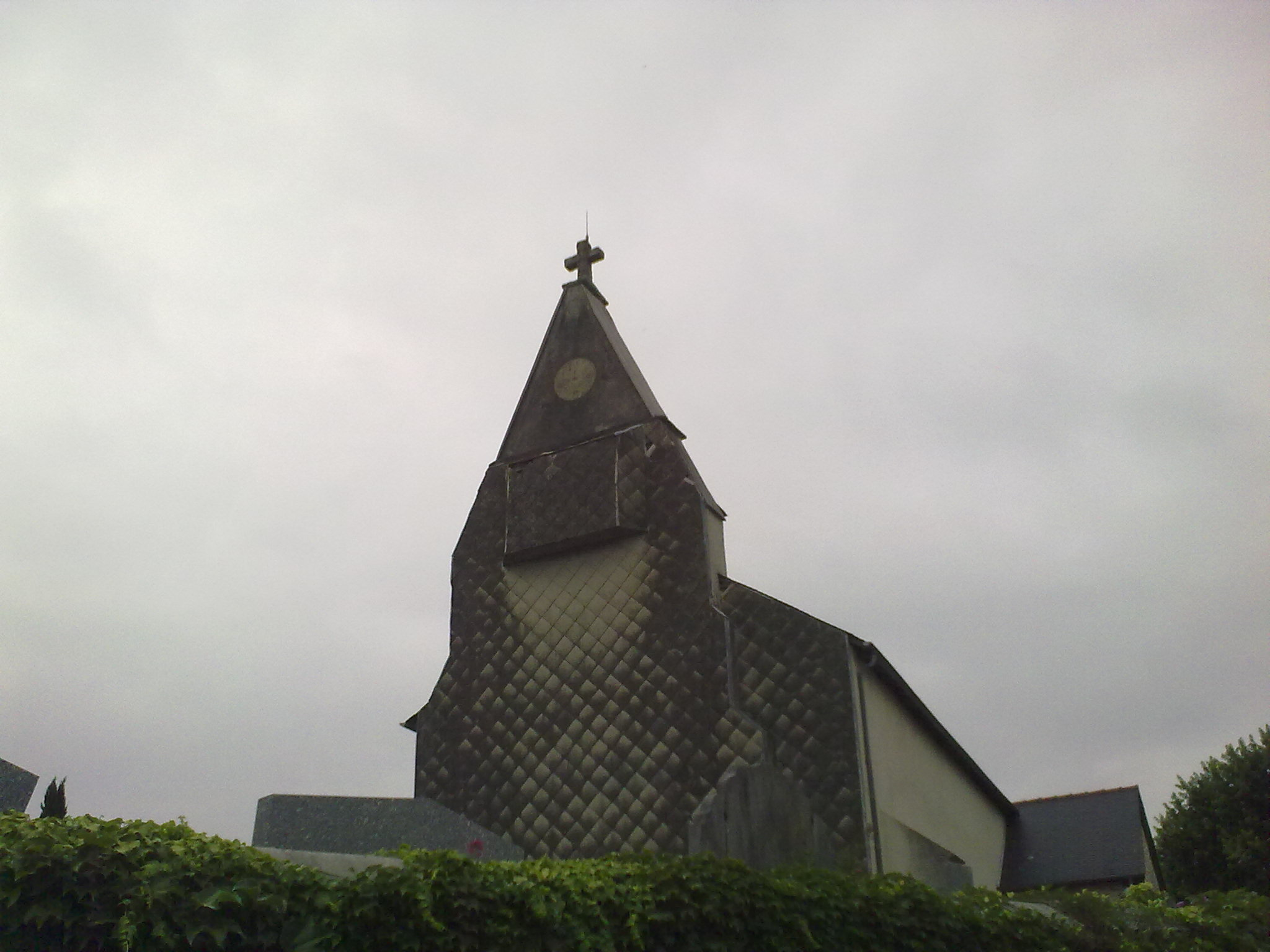
Церковь Св. Иакова